# Australytta
Australytta là một chi bọ cánh cứng trong họ Meloidae.
Chi này được miêu tả khoa học năm 2003 bởi Bologna.

## Các loài
Các loài trong chi này gồm:
- Australytta enona (Péringuey, 1899)
- Australytta maraisi Bologna, 2003
- Australytta namaqua (Kaszab, 1953)
- Australytta rubrolineata (Kaszab, 1953)
- Australytta spilotella (Péringuey, 1904)
- Australytta szekessyi (Kaszab, 1953)
- Australytta vellicata (Erichson, 1843)